# Якимович, Александр Клавдианович
Алекса́ндр Клавдиа́нович Якимо́вич (род. 6 октября 1947, Ленинград) — российский искусствовед, критик, историк искусства, специалист по искусству XVII—XX веков. Доктор искусствоведения (1998), действительный член РАХ (2007; член-корреспондент с 2002). Заслуженный деятель искусств Российской Федерации (2021).

## Биография
Окончил отделение истории искусств МГУ; ученик Ю. К. Золотова. В 1975 году защитил кандидатскую диссертацию «Художественная жизнь Рима начала XVII века».
Работал в НИИ истории и теории искусства АХ СССР, в Институте искусствознания, в Государственном музее изобразительных искусств им. А. С. Пушкина, в музее «Царицыно». Член Союза художников (секция критики и искусствознания) с 1981 года и Международной ассоциации художественных критиков (AICA) c 1986 года. Вице-президент AICA с 1992 по 1994 год. C 1998 года — ведущий научный сотрудник Института культурологии; докторская диссертация «Рождение авангарда. Искусство и мысль». Живёт и работает в Москве.
Старшая сестра — книговед Юлия Клавдиановна Якимович (род. 1933). Дочь Елена — искусствовед.